# Thonburi

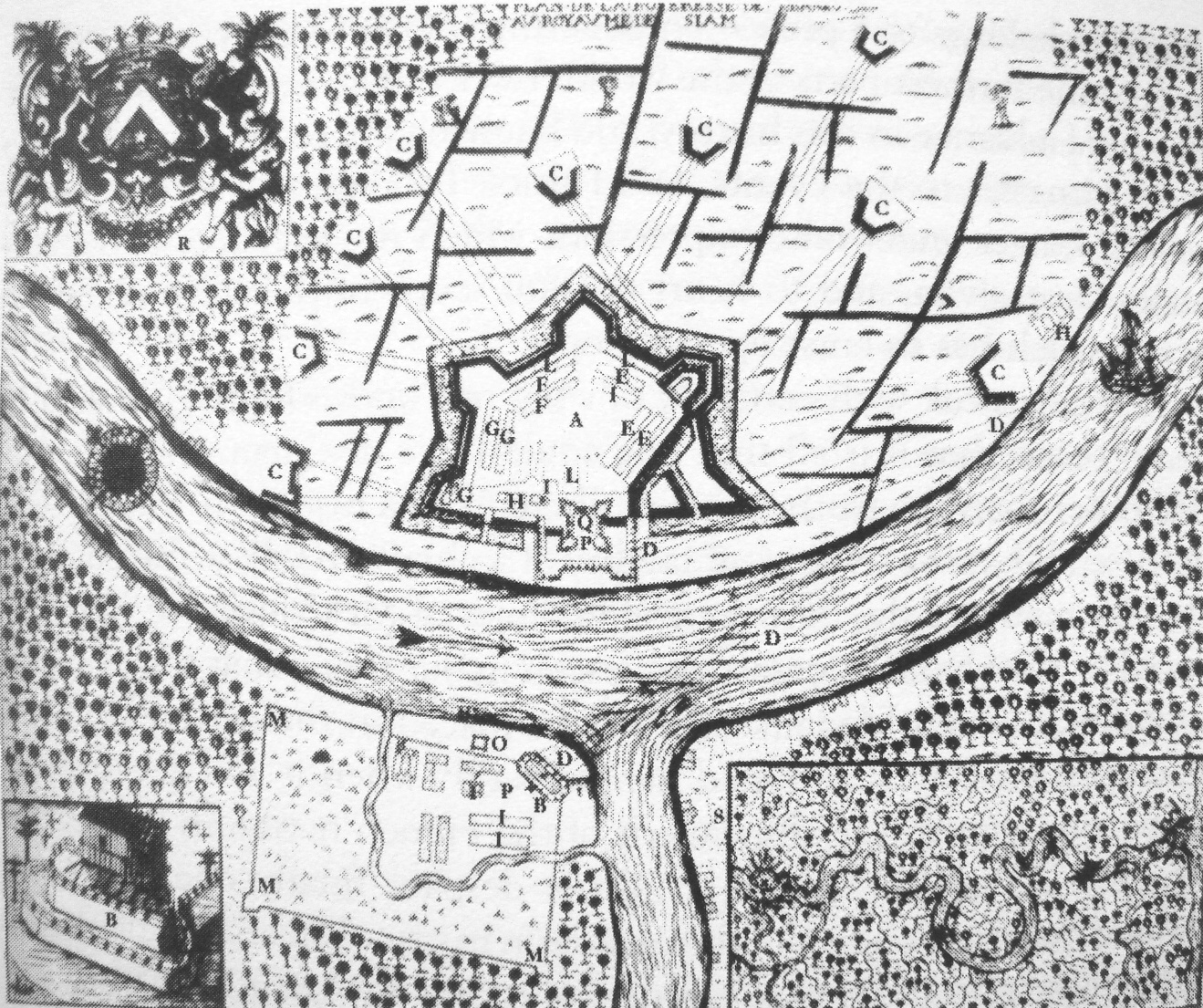
Il villaggio fortificato di Thonburi, in basso a sinistra nella mappa, durante l'assedio del forte francese di Bangkok nel 1688.

Thonburi (in thailandese ธนบุรี) è una vasta zona situata nella parte occidentale di Bangkok, la capitale della Thailandia, sulla riva destra del fiume Chao Phraya, a 30 km dal Golfo del Siam. In precedenza era una città autonoma e fu dal 1768 la capitale del Siam, l'odierna Thailandia. Rimase capitale fino al 1782, quando sulla riva opposta fu fondata Bangkok, che divenne subito la nuova capitale del Siam.
Dopo aver perso il rango di capitale fu capoluogo dell'omonima provincia e nel 1972 fu inglobata nella metropoli di Bangkok, di cui costituisce il vasto e popoloso quartiere a ovest del fiume. Ancora oggi è conosciuta col nome di Thonburi, sebbene sia stata frazionata in diversi distretti (khet) di cui uno solo reca il suo nome.

## Storia

### Fondazione
Thonburi fu fondata nel 1563 con il nome Thonburi Si Maha Samut (città oceanica di grande valore). La sua posizione intermedia sul fiume Chao Phraya tra l'allora capitale Ayutthaya ed il mare ne fece un porto doganale di particolare importanza anche come avamposto militare. La città sorse nei pressi della fortezza Wicha Prasitwong, edificata nel 1557 lungo il fiume nelle immediate vicinanze del Wat Arun.

### Insediamento militare francese
Nella seconda metà del XVII secolo, i francesi cercarono di estendere la loro influenza in Siam e in questa zona individuarono un punto strategico per la sua vicinanza al mare. Si insediarono nella fortezza di Thonburi e ne costruirono una seconda dall'altra parte del fiume, nell'odierna Bangkok, su concessione del re Narai di Ayutthaya, che vedeva l'alleanza con i francesi necessaria per arginare l'espansionismo olandese e portoghese nel sud-est asiatico.
Le simpatie filo-francesi del monarca generarono un malumore che sfociò nella rivoluzione siamese del 1688, il re fu deposto e i francesi si asserragliarono nella grande fortezza di Bangkok, quella di Thonburi fu abbandonata e occupata dagli insorti, che la usarono per bombardare i francesi. L'assedio durò quasi 5 mesi, sino alla tregua e al ritiro francese nel novembre del 1688. La fortezza di Bangkok ai giorni odierni non esiste più, mentre quella di Thonburi è stata rimodernata ed è sede della Reale Marina Militare Thailandese.

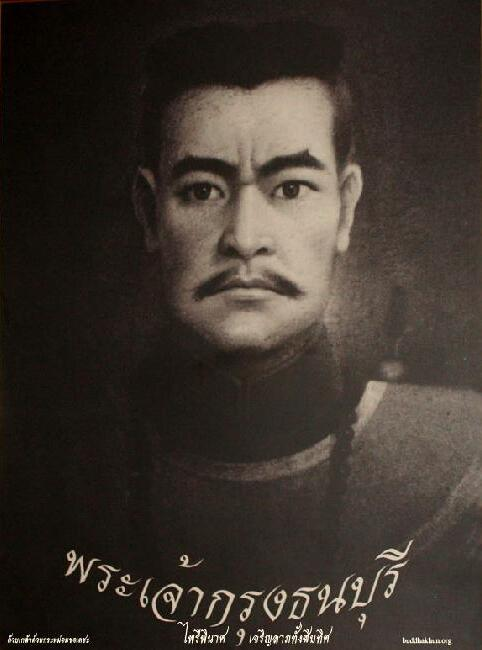
Un ritratto di Taksin, dipinto da un missionario francese.

### Capitale del Siam
Alla caduta del Regno di Ayutthaya, nell'aprile del 1767, Thonburi salì nuovamente alla cronaca. Gli invasori birmani vi insediarono il loro incaricato alla riscossione delle tasse, il siamese Thongin. I siamesi si riorganizzarono e nel novembre dello stesso anno il loro comandante Taksin, alla testa di un esercito di 5.000 uomini, dapprima occupò Thonburi e poi marciò sul campo birmano nei pressi della capitale distrutta, sbaragliando il nemico e costringendolo alla fuga. Già allora Taksin fu acclamato re dai suoi uomini. Date le difficoltà di ricostruire Ayutthaya, stabilì la capitale a Thonburi per la sua posizione strategica vicino al mare, che gli garantiva sia il controllo delle forniture di armi, truppe e approvvigionamenti dal sud, che una rapida via di fuga verso la sua roccaforte di Chanthaburi, sulle coste orientali del golfo di Thailandia, in caso di un nuovo attacco del nemico. Inoltre le ridotte dimensioni della città si adattavano al numero esiguo di forze di cui disponeva e i birmani non conoscevano bene il territorio circostante come invece conoscevano quello attorno ad Ayutthaya..
Nei pressi del Wat Arun fece costruire il Palazzo Reale di Thonburi, che in seguito prese il nome di Palazzo Reale Wang Derm, l'unico edificio degno di nota eretto durante il suo regno. Dopo aver intrapreso con successo la riunificazione del paese, che si era spaccato in seguito alla caduta di Ayutthaya, si fece incoronare all'età di soli 34 anni nel nuovo palazzo il 28 dicembre 1768 con il nome di Re Boromaraja IV (Ekathat era il nome con cui veniva chiamato il suo predecessore Boromaraja III di Ayutthaya), ma fu sempre ed è tuttora conosciuto dai thailandesi col nome di Taksin. Con la sua ascesa al trono nacque il breve Regno di Thonburi, di cui fu l'unico monarca. Non ebbe mai il tempo di ingrandire ed abbellire la città, impegnato come fu nelle guerre interne al Siam e in quelle espansionistiche.
Il regno durò solo 14 anni. Alla sua morte, il 6 aprile 1782, gli succedette il re Rama I, che diede inizio alla dinastia Chakri, tuttora regnante in Thailandia. La capitale fu spostata sulla sponda opposta del fiume Chao Phraya, e prese il nome di Rattanakosin (letteralmente: il luogo dove è custodito il Buddha di Smeraldo), il nucleo della odierna Bangkok. Iniziò allora il Regno di Rattanakosin, il cui nome fu mutato in Regno di Thailandia nel 1939.

### Municipalità assorbita da Bangkok
Bangkok ben presto si espanse finendo per divenire una grande metropoli. Thonburi per lungo tempo rimase la seconda più grande città della Thailandia fino a che nel 1972 fu assorbita da Bangkok. Nel 1970 arrivò a contare circa 600 000 residenti, mentre nessun'altra città thailandese ha mai superato i 400 000. Il territorio che fu di Thonburi, è oggi suddiviso in 15 quartieri.

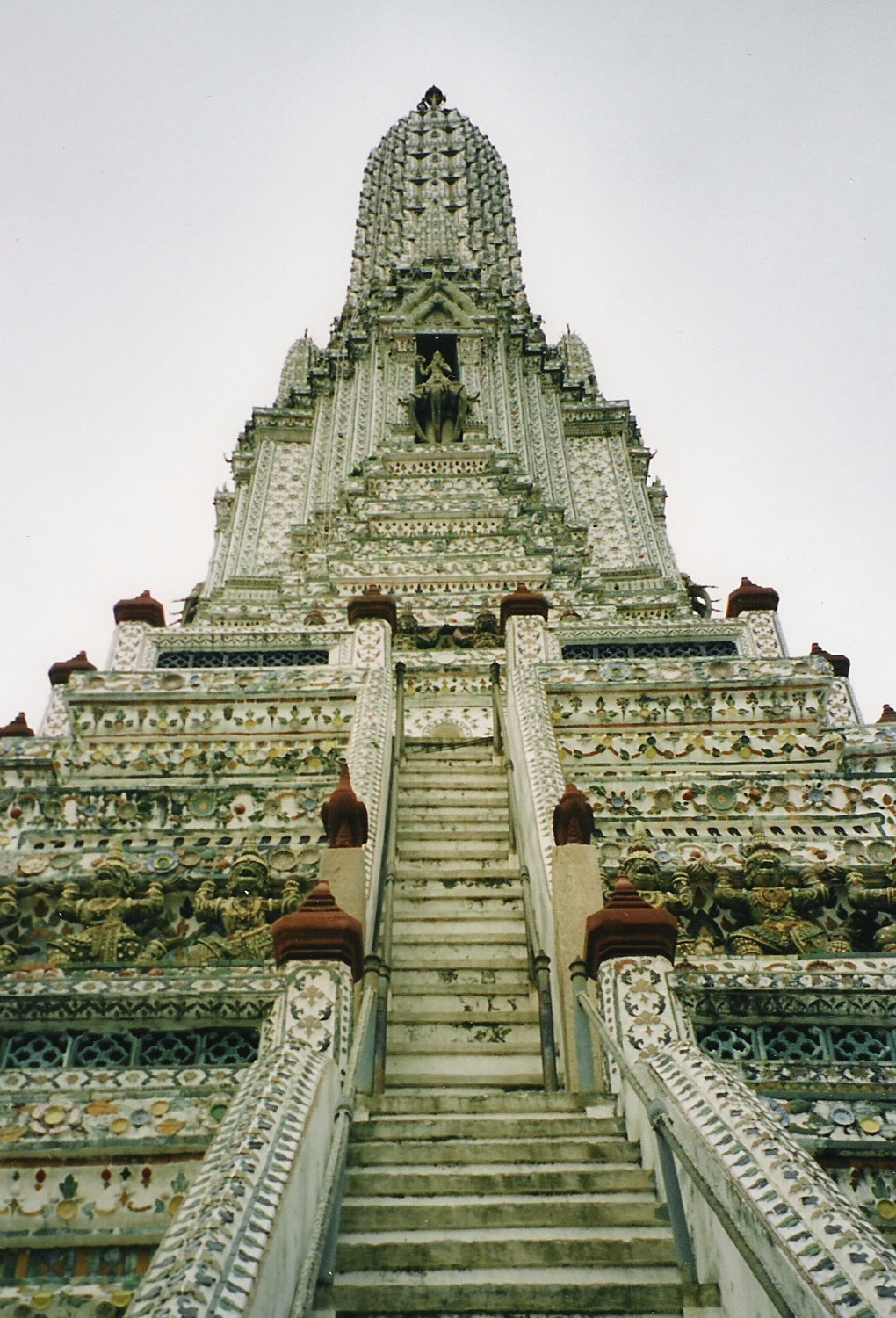
Wat Arun

## Luoghi di interesse
Fra i molti templi di Thonburi, va segnalato nel distretto di Bangkok Yai, lungo il fiume, il famoso Wat Arun, antico complesso templare in stile khmer dell'epoca di Ayutthaya. Nelle sue adiacenze si trova il Palazzo Reale Wang Derm, che nel 1900 fu donato dal re Rama V alla Accademia Navale Siamese, e dal 1944 è diventato il quartier generale della Marina militare Thailandese.
Nel distretto di Thonburi è stato eretto un monumento equestre in onore di re Taksin e ogni 28 dicembre, data della sua ascesa al trono, molti thailandesi lo visitano per onorare la memoria del sovrano. Nel distretto di Bangkok Noi sorge la stazione ferroviaria di Thonburi-Noi, da cui partono i treni che in un suggestivo viaggio collegano la capitale con Kanchanaburi e l'ovest del paese fino a Nam Tok. La stazione di Thonburi, una delle prime costruite in Thailandia, è stata smantellata nei primi anni del XXI secolo.